# USアンコーナ1905
USアンコーナ（Unione Sportiva Ancona）は、イタリア・マルケ州アンコーナを本拠地とするサッカークラブ。2023-24シーズンではセリエCに所属する。
USアンコーナ1905が2017年のシーズンを最後にリーグから撤退したが、2021年にマテリカ・カルチョと地元のアンコニターナの2つのクラブが合併しアンコーナの街に新たにクラブが創設され、2021年のシーズン終了後にUSアンコーナと改名された。ロゴも継承され実質的な後継クラブである。この項ではUSアンコーナ1905時代も含めて記載する。

## 概要

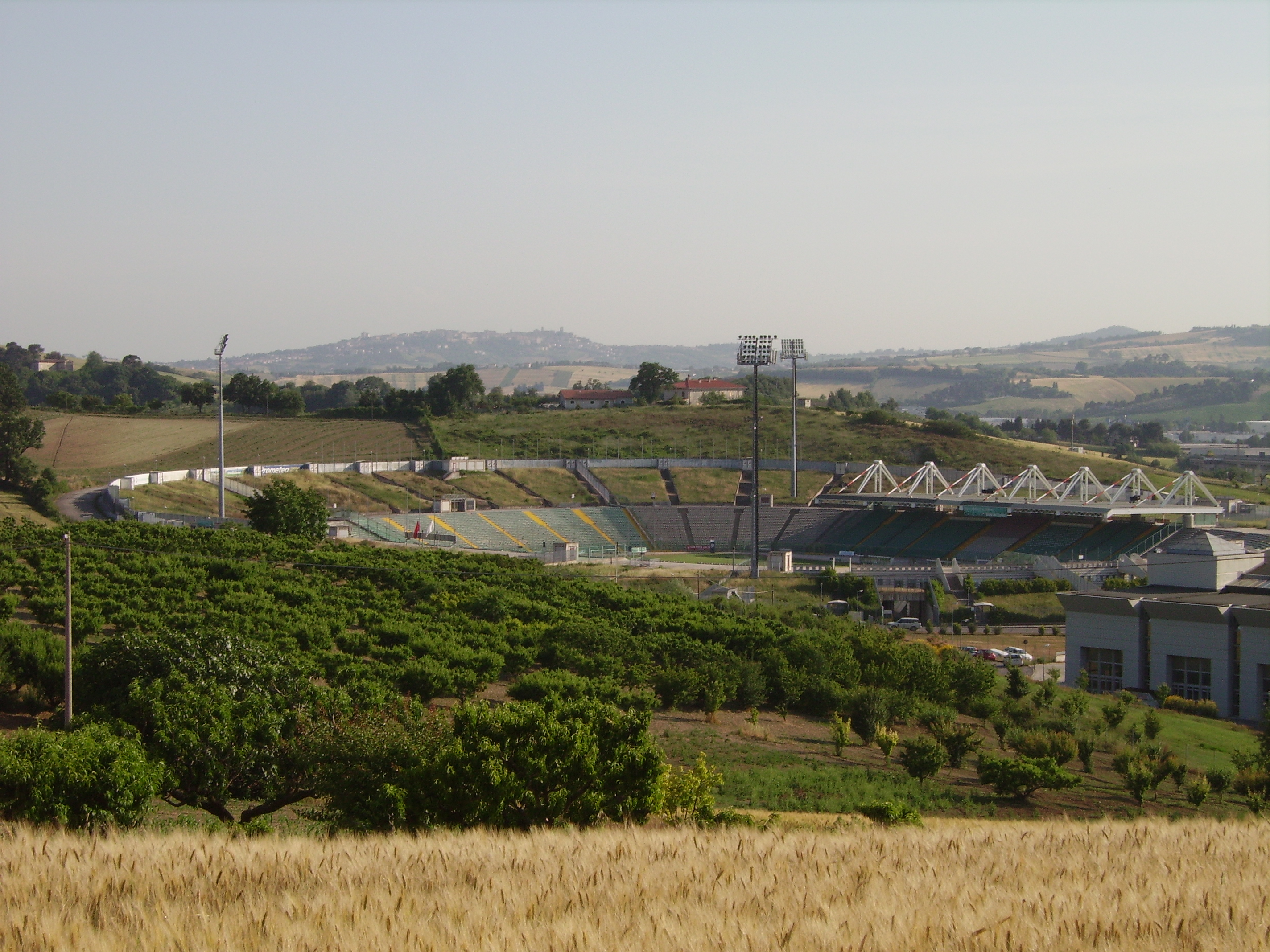
スタディオ・デル・コネーロ

1905年に Unione Sportiva Anconitana として創設された。1982年にアンコーナ・カルチョ1905（Ancona Calcio）に変更され、1991-92シーズンにセリエBで3位となり、セリエAに初昇格。しかし17位に終わり1シーズンで降格した。1993-94シーズンにはコッパ・イタリア決勝に進出したが、サンプドリアに敗れタイトルを逃している。
2002-03シーズンにセリエBで4位となり2度目のセリエA昇格を果たしたが、開幕から28試合連続勝利なしの記録を作るなど通算2勝7分25敗、21得点70失点、勝ち点わずか13の最下位で降格。さらにチームの倒産によりセリエC2まで転落した。この際にACアンコーナ（Associazione Calcio Ancona.）となった。
2008-09シーズンからはセリエBに所属したが、2009-10シーズン終了後に財政難のため、チームは再び倒産。同じアンコーナで活動していたアマチュアクラブSocietà Sportiva Piano San LazzaroがUSアンコーナ1905として再設立しエッチェッレンツァから再スタートを切った。
2010-11シーズンにコッパ・イタリア・ディレッタンティ、コッパ・イタリア・マルケ、エッチェッレンツァ・マルケ優勝の3冠を取りセリエD昇格した。

## タイトル

### 国内タイトル
- コッパ・イタリア・ディレッタンティ：1回
  - 2010-11

### 国際タイトル
なし

## 過去の成績

### アンコーナ・カルチョ
- 1991-92 セリエB 3位 昇格
- 1992-93 セリエA 17位 降格
- 1993-94 セリエB 8位
- 1994-95 セリエB 6位
- 1995-96 セリエB 19位 降格
- 1996-97 セリエC1 2位 昇格
- 1997-98 セリエB 18位 降格
- 1998-99 セリエC1 16位
- 1999-2000 セリエC1 2位 昇格
- 2000-01 セリエB 10位
- 2001-02 セリエB 8位
- 2002-03 セリエB 4位 昇格
- 2003-04 セリエA 18位 破産のためC2降格

### ACアンコーナ
- 2004-05 セリエC2 11位
- 2005-06 セリエC2 5位
- 2006-07 セリエC1 16位
- 2007-08 セリエC1 2位 昇格
- 2008-09 セリエB 19位 プレイアウト勝利 セリエB残留
- 2009-10 セリエB 17位 財政難のためチーム解散

### USアンコーナ1905
- 2010-11 エッチェッレンツァ・マルケ 優勝 セリエD昇格
- 2011-12 セリエD・ジローネF 3位
- 2012-13 セリエD・ジローネF 7位
- 2013-14 セリエD・ジローネF 優勝 レガ・プロ昇格
- 2014-15 レガ・プロ・ジローネB 6位
- 2015-16 レガ・プロ・ジローネB

## 歴代監督
- ルチアーノ・スパレッティ 2001-2002
- ルイジ・シモーニ 2002-2003
- ネド・ソネッティ 2003-2004

## 歴代所属選手

### GK
- マグヌス・ヘドマン 2004
- サルヴァトーレ・シリグ 2008-2009

### DF
- オスカル・ルジェリ 1992
- モハメド・サール 2002-2003

### MF
- ジェンゲッレール・ジュラ 1949-1950
- データーリ・ラヨシュ 1992-1994
- ダニエル・アンデション 2003-2004
- ディノ・バッジョ 2004

### FW
- ジャンルイジ・レンティーニ 1988-1989
- エディ・バッジョ 1998-1999, 2000-2001
- マウリツィオ・ガンツ 2002-2004
- マリオ・ジャルデウ 2003
- ダリオ・ヒュブナー 2003-2004
- ゴラン・パンデフ 2003-2004
- ミラン・ラパイッチ 2003-2004